# آنا هار
آنا هار (به انگلیسی: Anna Harr) (زاده ۵ آوریل ۲۰۰۰) بازیگر آمریکایی است.
از کارهای معروف او می‌توان به بازی در فیلم امینس هیل اشاره کرد.